# Szentségház

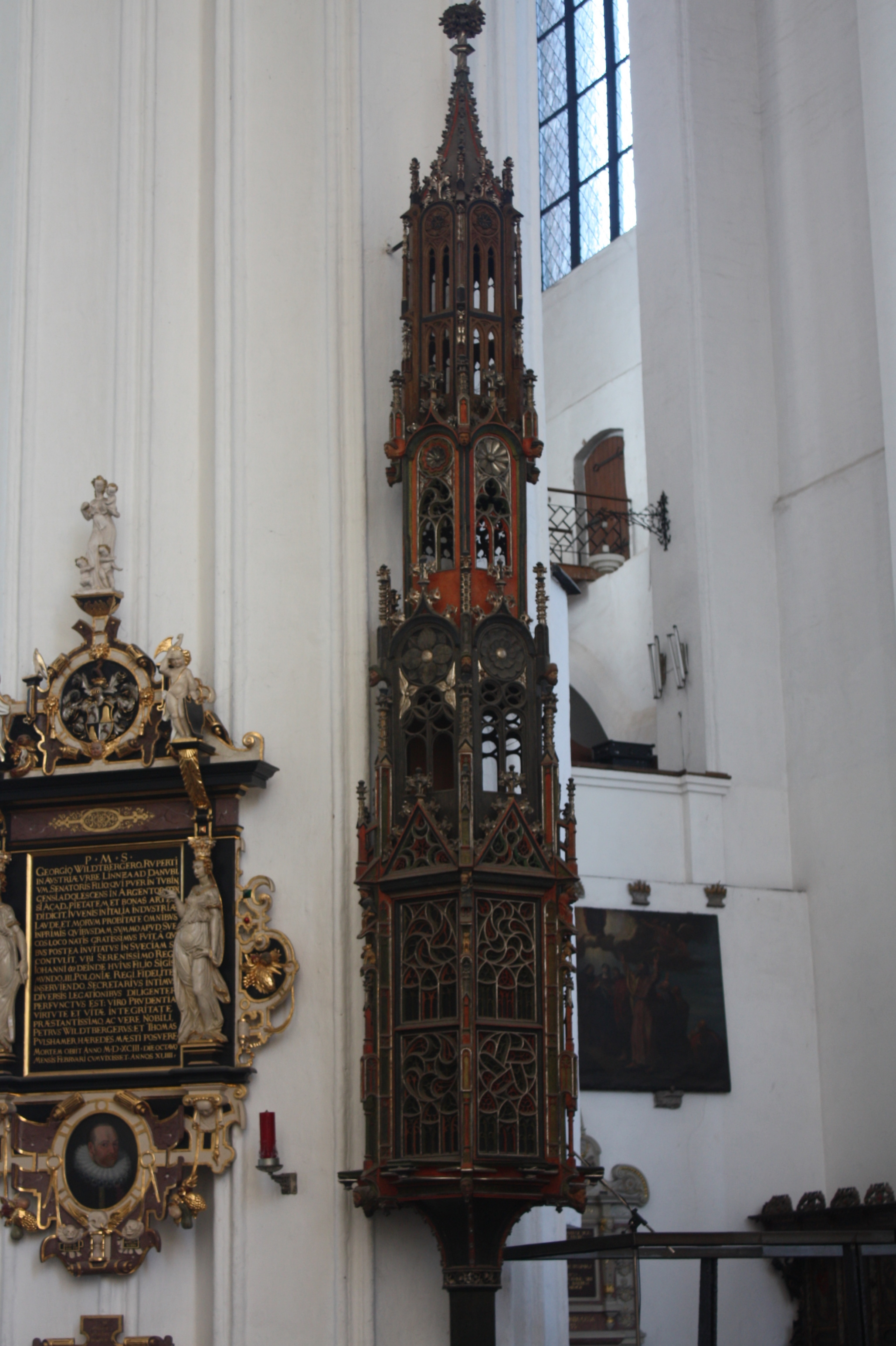
Gótikus tabernákulum (Gdańsk, Szent Mária templom)

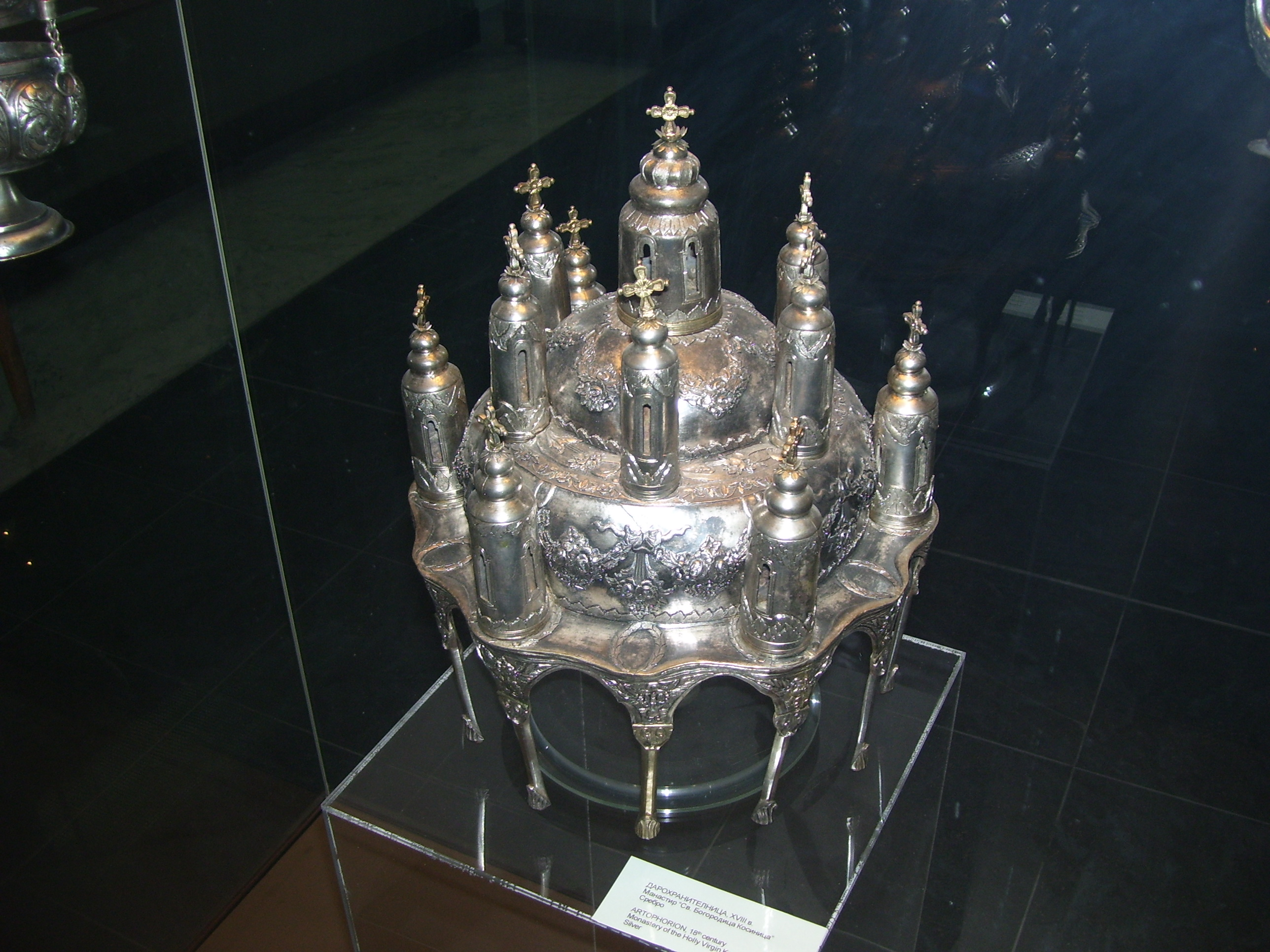
Ezüst artoforion

A szentségház a katolikus templomokban az oltáriszentség őrzésére szolgáló szekrényke.

## Kialakulása
A középkorig az oltáriszentséget csak betegek számára őrizték, ezért a szentségház kicsi és egyszerű volt. Rendszerint az oltárra állították vagy fölé függesztették; ez utóbbi változat volt az eucharisztikus galamb, esetleg a predellába illesztették.
A gótikus templomok szentségháza általában toronyszerűen kialakított, vasrácsos, talapzatos kőszekrény, vagy a falba süllyesztett, kővel keretezett szentségfülke, azaz pasztofórium.
A 14. századtól gyakran az oltár mögötti retablóba építették be.
A tridenti zsinat (1545–1563) után a szentségház a templom leghangsúlyosabb pontjára, a főapszisban álló oltár menzájának közepére került.

## A római katolikus rítusban
Az oltárra állított szekrényke a tabernákulum. A szentségházat úgy kell zárva tartani, hogy a megszentségtelenítés veszélyét minél jobban elkerüljük. Éppen ezért súlyos okból az oltáriszentség (különösen éjjel) a szentségházból kivehető, és annál biztonságosabb, de illő helyen őrizhető. Arról, hogy az oltáriszentséget tartalmazó tabernákulum kulcsát a lehető leglelkiismeretesebben őrizzék, a templomra vagy kápolnára gondot viselő személy (például a plébános) köteles gondoskodni

## A bizánci rítusban
A bizánci rítusú templomokban a szentségház ugyancsak az oltár közepén álló, de torony vagy templom formájú szekrény, amit artoforionnak is neveznek.